# Столкновение возле села Чайлы (31 августа 2010)
Столкновение возле села Чайлы — вооружённое столкновение, произошедшее 31 августа 2010 года близ села Чайлы (Нагорный Карабах) на линии прекращения огня между вооружёнными силами Азербайджана и непризнанной НКР.

## Предыстория
Село, как и весь Мардакертский район Нагорно-Карабахской автономной области Азербайджанской ССР, во время Первой карабахской войны входило в зону боевых действий, по окончании которых 12 мая 1994 года оказалось на линии соприкосновения азербайджанских вооружённых сил и войск непризнанной Нагорно-Карабахской Республики. Подписание соглашения о прекращении огня закончило активную фазу военных действий в регионе и позволило перейти к мирным переговорам о статусе региона.
При этом, как отмечает британский исследователь Томас де Ваал, в послевоенный период процессу урегулирования в Нагорном Карабахе препятствовало ужесточение позиций обеих сторон — армяне всё более открыто заявляли, что «сама история подтвердила победу, одержанную ими в 1994 году», и выражали надежду на то, что НКР добьётся международного признания так же, как в своё время это удалось сделать косовским албанцам, в то время как богатый нефтью Азербайджан расходовал более 2 млрд долларов в год на развитие своих вооружённых сил и многие в Азербайджане использовали всё более воинственную риторику, призывая к применению вооружённой силы для возвращения Нагорного Карабаха.

## Боевые действия
Международные наблюдатели выполняли периодическое контролирование линии фронта. Из-за отсутствия постоянного мониторинга линии соприкосновения враждующих войск каждая из сторон излагает свою версию случившегося.

### Азербайджанская версия
Согласно азербайджанской стороне, 31 августа в 16:30 армянская диверсионная группа атаковала позиции азербайджанских войск в направлении села Чайлы Тертерского района. После серьёзного отпора со стороны азербайджанских солдат атака была успешно отражена, армянская сторона потеряла троих солдат, ещё несколько человек были ранены, с азербайджанской стороны погибло двое солдат.

### Армянская версия
Согласно армянской стороне, в 6:30 по местному времени 31 августа на северо-восточном участке линии соприкосновения нагорнокарабахских и азербайджанских войск, в районе села Верхний Чайлу Мартакертского района, с азербайджанской стороны была предпринята попытка диверсии. Армянские пограничники, вовремя зафиксировав продвижение отряда специального назначения противника, предприняли соответствующие действия и, нанеся противнику поражение, отбросили его на исходные позиции. В результате боя азербайджанская сторона потеряла 7 солдат убитыми и ещё несколько ранеными, в рядах вооружённых сил НКР ранение получил один солдат.
В этот же день азербайджанская сторона сообщила о гибели ещё одного военного — в результате неосторожного обращения с оружием. Позднее появилась информация о ещё одном погибшем, который также лишился жизни по неосторожности. Армянские военные специалисты, анализируя эти сообщения, утверждают, что азербайджанская сторона скрывает информацию о реальных обстоятельствах гибели своих военнослужащих.

## Последствия
Руководство Армении и НКР обвинило в случившемся азербайджанские вооружённые силы, Азербайджан в свою очередь обвинил армянскую сторону.
По сообщению армянского новостного агентства Armenia Today, сопредседатели Комиссии по армянским вопросам Конгресса США Фрэнк Паллоне и Марк Кирк осудили азербайджанскую диверсию и призвали официально признать независимость НКР. По информации Армянского национального комитета Америки, они также призвали ограничить военную помощь США Азербайджану.